# Chaldejczycy

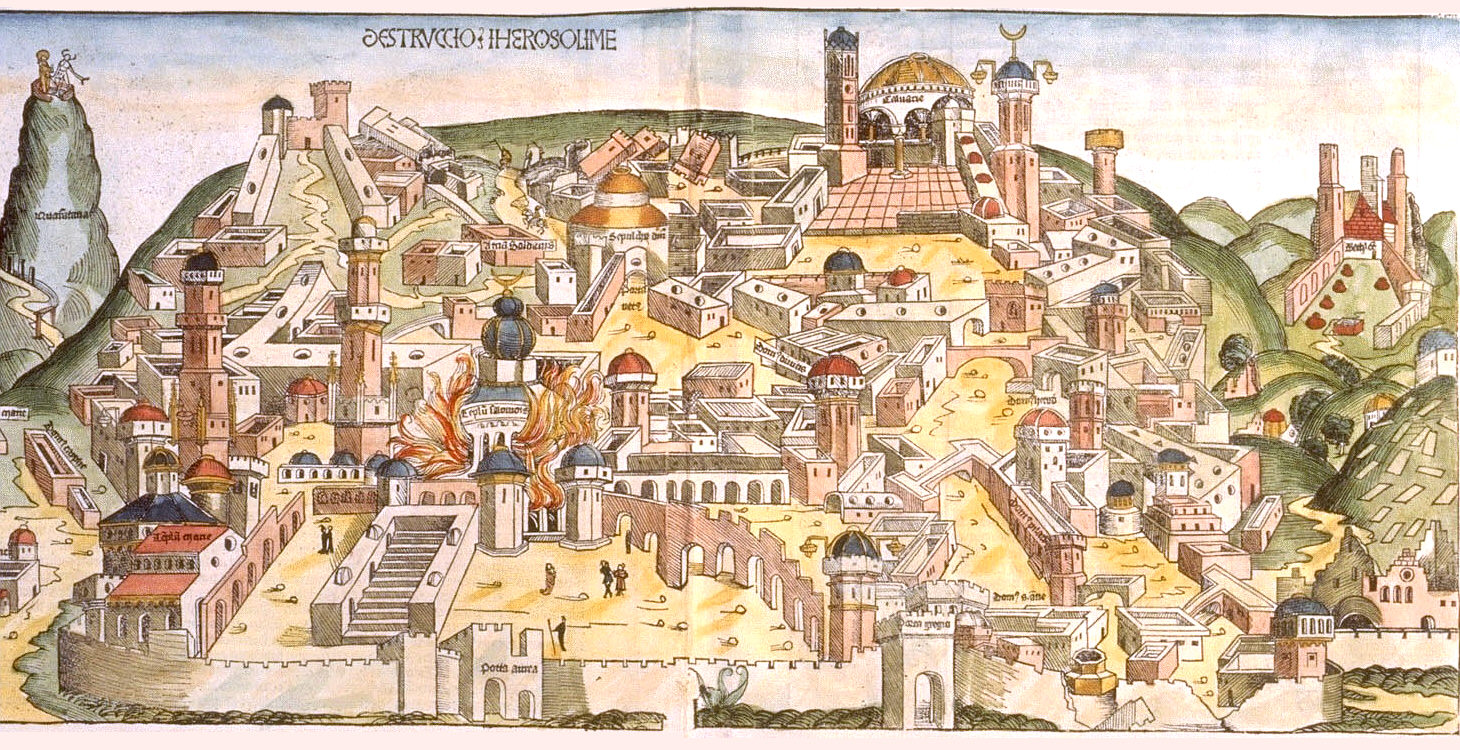
Zniszczenie Jerozolimy przez Chaldejczyków (ilustracja z Kroniki norymberskiej)

Chaldejczycy (akad. trl. Kaldu, hebr. ‏כשדים‎ Kasdim, stgr. Χαλδαίοι, Chaldaioi) – starożytny lud zachodniosemicki posługujący się dialektem języka aramejskiego.

## Historia
Między X a VIII wiekiem p.n.e. najechali na obszar Babilonu (dzisiejszy Irak). Pod koniec VII wieku p.n.e. stworzyli państwo nowobabilońskie. Wkrótce potem wraz z Medami zniszczyli imperium asyryjskie.
Najwybitniejszym przywódcą Chaldejczyków był Nabuchodonozor II, który pokonał Egipt oraz dwukrotnie zdobył Jerozolimę, w latach 597 i 587 p.n.e., a także podbił Palestynę i Lewant.
Chaldejczycy stworzyli wysoko rozwiniętą kulturę; mieli znaczne osiągnięcia w dziedzinie astronomii – obliczyli długość roku astronomicznego z dokładnością do 2 sekund. Wierzenia Chaldejczyków pokrywały się z wierzeniami starożytnego Bliskiego Wschodu. 
Imperium chaldejskie upadło w wyniku najazdu króla perskiego Cyrusa II Wielkiego w 539 p.n.e.
W czasach imperium perskiego – po buncie Babilonu – Kserkses I zabronił używać nazwy Babilończycy. Zaczęto ich określać terminem Chaldejczyk. Nieco później termin ten oznaczał mędrca, zwłaszcza astronoma. W starożytnym Rzymie Chaldejczykami często nazywano astrologów, niezależnie od ich narodowości.
Współcześnie Chaldejczykami nazywa się także (oprócz nazwy Asyryjczycy) chrześcijański lud, zamieszkujący głównie Irak, Turcję, Syrię i Iran i jako diaspora liczne kraje Europy Zachodniej i m.in. Stany Zjednoczone, Kanadę i Australię.